# Blue Rodeo
Blue Rodeo is een Canadese voormalige countryrockband, geformeerd in 1984 in Toronto. De groep bracht 15 volledige studioalbums, een album met muzikale hoogtepunten en twee video/dvd's uit. Daarnaast verschenen meerdere soloalbums.

## Bezetting
Huidige leden
- Jim Cuddy (zang, gitaar, 1984-)
- Greg Keelor (zang, gitaar, 1984-)
- Bazil Donovan (basgitaar, 1984-)
- Glenn Milchem (drums, 1991-)
- Michael Boguski (piano, orgel, 2008-)
- Colin Cripps (gitaar, achtergrondzang, 2013-)

Voormalige leden
- Cleave Anderson (drums, 1984-1989)
- Bob Wiseman (piano, orgel, 1984-1992)
- Mark French (drums, 1989-1991)
- James Gray (piano, orgel, 1992-2005)
- Kim Deschamps (steelgitaar, mandoline, gitaar, 1993-2000)
- Bob Packwood (piano, orgel, 2005-2008)
- Bob Egan (steelgitaar, mandoline, gitaar, 2000-2016)

## Geschiedenis
De middelbare schoolvrienden Jim Cuddy en Greg Keelor begonnen professioneel samen muziek te spelen na het voltooien van de universiteit. Ze brachten verschillende bands samen zonder commercieel succes tijdens de late jaren 1970 en brachten een single uit als Hi-Fi's in 1980. Cuddy en Keelor verhuisden begin jaren 1980 naar New York om hun muziekcarrière te bevorderen. Daar ontmoetten ze toetsenist en collega-Canadees Bob Wiseman, die op dat moment als producent werkte. Bij terugkeer in Toronto in de zomer van 1984 besloot het trio een band te vormen. De naam Blue Rodeo was al gekozen voor de nieuwe band toen ze voormalig David Wilcox-drummer Cleave Anderson ontmoetten en hem vroegen mee te doen. Anderson prees op zijn beurt zijn voormalige bandgenoot in The Sharks, bassist Bazil Donovan, aan en de bezetting van de nieuwe band was in wezen vastgesteld. In 1985 speelde Blue Rodeo hun eerste show samen in The Rivoli in Toronto. Een week later traden ze op in Ned Honky Tonk Heart van Handsome Ned.
De band verwierf snel een aanhang in Toronto en tekende vervolgens bij het Canadese onafhankelijke platenlabel Risque Disque. Ze gingen de studio in 1986 in met Rush-producent Terry Brown en namen verschillende nummers op die het debuutalbum Outskirts van Blue Rodeo zouden omvatten. Uitgebracht in maart 1987, had Outskirts matig succes in Canada, totdat Try in oktober van dat jaar als single werd uitgebracht. De single was meteen een hit en ging naar nummer één in de RPM Country Tracks-hitlijst en nummer zes in de RPM Top Singles-hitlijst, waardoor Blue Rodeo een van de beste nieuwe bands van Canada werd en Outskirts viervoudig platina behaalde. De videoclip voor de single bevatte Keelors toenmalige vriendin Michelle McAdorey, die al snel succes had met haar eigen band Crash Vegas. In 1992 was het nummer After the Rain, geschreven door Cuddy en Keelor, het meest gespeelde nummer in Canada. In 1999 had de band meer dan twee miljoen albums in Canada verkocht.
Cuddy, Keelor, Donovan en Cripps hebben allemaal soloalbums uitgebracht en Glenn Milchem speelt zijn eigen solomuziek onder het pseudoniem 'the swallows'. Keelor is ook gaan produceren voor andere artiesten, met name alt-countryband Cuff the Duke, die ook op tournee was als ondersteuning voor Blue Rodeo. Blue Rodeo-leden hebben uitgebreid samengewerkt met andere opmerkelijke Canadese artiesten, waaronder Sarah McLachlan, The Tragically Hip, Burton Cummings, Great Big Sea, Jann Arden, The Sadies, Skydiggers, Cuff the Duke, Crash Vegas, Cowboy Junkies, Sarah Harmer, Jill Barber en Kathleen Edwards.
Ze hebben vele Canadese muziekprijzen gewonnen, waaronder twaalf Juno Awards en zeven SOCAN awards. Op 16 juni 2009 werd aangekondigd dat de band een ster zou krijgen op de Canada Walk of Fame in Toronto. De inwijdingsceremonie werd gehouden op 12 september 2009. Ze zijn de vijfde band die de eer ontvangt. Blue Rodeo werd opgenomen in de Canadian Music Hall of Fame tijdens de 41e Juno Awards op 1 april 2012 en voegde zich bij andere Canadese muziekiconen, waaronder Rush, Leonard Cohen, Neil Young, The Band, Oscar Peterson, Bruce Cockburn, Daniel Lanois, Joni Mitchell, Anne Murray en Tom Cochrane.
Volgens CARAS heeft Blue Rodeo bij het selecteren van Blue Rodeo als de inductee van 2012, bijna drie decennia meer dan vier miljoen platen verkocht en een ongekende 11 Juno Awards gewonnen, waarmee ze zichzelf vestigden als een van de belangrijkste bands in de Canadese muziekgeschiedenis. In mei 2014 ontving de band een Governor General's Performing Arts Award (GGPAA) voor Lifetime Artistic Achievement, Canada's hoogste eer in de podiumkunsten. Tijdens het gala ter ere van GGPAA-ontvangers op 10 mei, gaf de band de verrassingsfinale van de avond.
Op 5 augustus 2013 overleed voormalig toetsenist James Gray op 52-jarige leeftijd aan de gevolgen van een hartaanval. De Canadese gitarist Colin Cripps werd lid van Blue Rodeo als volwaardig lid in 2013, vanwege het onvermogen van Greg Keelor om nog meer live gitaar te spelen, veroorzaakt door gehoorproblemen. In september 2015 bracht Blue Rodeo het protestlied en de video Stealin All My Dreams uit, die de tekortkomingen van de huidige regering beschrijven, verwijzend naar de regering onder premier Stephen Harper. De band is lid van het Canadese goede doel Artists Against Racism.

## Televisie en film
- Het nummer Flying van Blue Rodeo verschijnt op de soundtrack van het televisieprogramma Due South als nummer 10, album uitgebracht in 1996.
- Het nummer Hasn't Hit Me Yet wordt gespeeld in de Britse documentaire The Fear of 13, uit 2015 over de vrijgestelde ter dood veroordeelde gevangene Nick Yarris.
- De nummers Try en Heart Like Mine worden gespeeld in de aflevering Cupid's Quiver van de tv-show Friday the 13th The Series.
- Het nummer Bad Timing wordt gespeeld tegen het einde van de seizoensfinale van de populaire Canadese show Corner Gas.
- Blue Rodeo is de band die aan het einde van de film Postcards from the Edge uit 1990 verschijnt.
- Het nummer Try wordt gespeeld op de achtergrond van de bar in de film Navy SEALs.
- Greg Keelor, een van de oprichters van de band, componeerde de soundtrack voor de film Gunless uit 2010. De soundtrack voor de Canadese westernkomedie bevatte ook een originele ballade van Blue Rodeo getiteld Don't Let the Darkness in Your Head.

## Concerten
- Op 11 augustus 1988 speelde de band op de Erie County Fair in Hamburg (een buitenwijk van Buffalo). Zij waren de headliners na een 'high school battle of the bands'-competitie. Het desastreuze optreden was de inspiratie voor hun hit What Am I Doing Here uit 1990.
- Als onderdeel van hun 20e verjaardag in 2004 werd de 'oorspronkelijke vijf" bezetting van Jim Cuddy, Greg Keelor, Bazil Donovan, Bob Wiseman en Cleave Anderson herenigd voor een live optreden van de vijf nummers Heart Like Mine, Try, Diamond Mine, Love and Understanding en Til I Am Myself Again. Het optreden is opgenomen op de dvd In Stereovision: Blue Rodeo.
- Op Canada Day 2008 speelde Blue Rodeo op Parliament Hill. De band sloot de show vóór het begin van het vuurwerk en werd op het podium vergezeld door verschillende andere artiesten om Lost Together op te voeren. Op 28 november 2009 trad de band op tijdens de rust van de 97e Gray Cup. De band gaf ook live concerten voor de Olympische Spelen 2010 in Vancouver.
- Cuddy en Keelor traden op op het jaarlijkse Folk on the Rocks muziekfestival in Yellowknife, Northern Territories van 16 tot 18 juli 2010.
- Op 19 oktober 2010 speelde Blue Rodeo de virale muziekshow BalconyTV voor een zeldzame akoestische uitvoering op een klein balkon met uitzicht op Dame Street in Dublin.
- Op 1 juli 2011 trad Blue Rodeo op op Trafalgar Square als onderdeel van de viering van Canada Day in Londen.
- Blue Rodeo trad op tijdens hun introductie in de Canadian Music Hall of Fame tijdens de Juno Awards van 2012 op Scotiabank Place in de gemeenschap van Kanata in Ottawa, Ontario op zondag 1 april 2012. Ze namen het podium in bezit met oude vriend en medewerkster Sarah McLachlan en voerden hun hit uit 1992 Lost Together uit. Toen de uitvoering eindigde, stond het publiek op voor een pittige staande ovatie die Blue Rodeo erkende als een van Canada's echte muzikale schatten.
- Op 1 januari 2017 nam Blue Rodeo deel aan CBC's The Strombo Show's Hip 30 met een cover van Bobcaygeon.

## Discografie
De discografie staat op Discografie van Blue Rodeo.